# Heteroserolis tropica
Heteroserolis tropica är en kräftdjursart som först beskrevs av Peter W. Glynn 1976.  Heteroserolis tropica ingår i släktet Heteroserolis och familjen Serolidae. Inga underarter finns listade i Catalogue of Life.